# Law (Band)
Law, oft auch [LAW], war eine deutsche Rockband aus Rheinhausen, die verschiedene Musikstile wie Post-Grunge, Alternative Rock, Hard Rock und auch Punk-Rock verknüpfte.

## Geschichte
Law wurde 1993 ursprünglich als Life after weekend von Uli Rogosch, Uwe Skirde und Andy Halfmann gegründet. Sie lernten sich auf einem Polizeirevier kennen, beschlossen nach einem längeren Gespräch, eine Band zu gründen, und spielten zuerst noch Songs von U2, Nirvana und anderen Bands nach.
Ihre ersten sechs eigenen Songs stellten sie 5 Monate später bei einem Duisburger Nachwuchswettbewerb vor, sammelten dabei ihre ersten Liveerfahrungen und gingen als Sieger hervor. Auch erste Studioerfahrungen konnten im selben Jahr aufgrund der durch den Wettbewerb gewonnenen drei Studiotage gesammelt werden.
Nachdem die Band 1996 ihr erstes 15 Songs beinhaltendes 90-minütiges Demotape fertiggestellt hatte, trennte man sich von Marc Witt aus persönlichen Gründen. In den nächsten vier Jahren folgten mehrere Konzerte in ganz Deutschland sowie die Teilnahme an zahlreichen Bandwettbewerben. Außerdem wurde das erste Album Creature aufgenommen, welches auf 500 Stück limitiert war.
2000 spielte die Band noch unter dem Namen Life After Weekend einige Konzerte in England.
Nach dem Unterschreiben eines Plattenvertrags mit Supersonic im April 2001 änderte die Band ihren Namen in LAW um, weil der alte Name oftmals falsch geschrieben worden und außerdem zu lang gewesen sei.
Mit dem Produzenten Fabio Trentini wurde in den Horus-Studios in Hannover von Juni bis August 2001 das Major-Label-Debüt life after weekend, in Anlehnung an den alten Bandnamen, produziert und im September in den Nucleus-Studios/Berlin gemischt. Das Album wurde jedoch nicht sofort veröffentlicht. Im selben Monat begaben sich [LAW] auf ihre erste Support-Tour und spielten mit Crosscut eine Woche im Vorprogramm von Clawfinger.
Im Februar 2002 erschien das erste Musikvideo zu dem Song XXX.
Ab März 2002 befand sich die Band als Vorgruppe auf Tour mit den H-Blockx, außerdem erschien Anfang April desselben Jahres die erste Single XXX und am 22. April das Debütalbum life after weekend.
2005 wurde mit In My Head das letzte Album der Band veröffentlicht. Am 14. Januar 2006 gab die Band auf der Website ihre Auflösung bekannt. Ein Teil der Mitglieder von Law gründete nach der Auflösung die Coverband The Punge.
Anfang 2015 kündigten Law ein Konzert in ihrer Heimatstadt Duisburg an. Es fand am 9. Mai 2015 statt.

## Diskografie
- 1996: Creature (inoffizielles Debütalbum; limitiert)
- 2002: Life After Weekend (Supersonic; offizielles Debütalbum)
- 2005: In My Head (Supersonic)